# Епістолографія
Епістолографія — листування приватного характеру, що в найкращих своїх зразках має історико-культурне значення.

## Історія
Епістолографія бере свій початок з античності. Грецька й особливо римська літератури містять зразки ранньої епістолярної літератури — листи Цицерона, Горація, Сенеки, Плінія Молодшого та ін. Вже давні риторики запроваджували правила листування і зразки листів, навчали мистецтва складання листа, наголошуючи на відмінності епістолярної і літературно-художньої творчості.

## Компоненти і змістові формули
Лист як засіб заочного спілкування людей у різних сферах життя надто різноманітний за змістом, що з часом привело до своєрідної практики укладання цілих «письмовників», котрі подавали зразки листів ледь не на всі випадки життя. Впродовж століть сформувалася канонічна структура листа, яка у класичному варіанті передбачала:
- привітання (воно включало і звертання як першоелемент цього структурного компонента);
- домагання прихильності;
- розповідь;
- прохання;
- закінчення-прощання.

Кожний лист повинен був містити хоч би два з названих компонентів, включаючи й обов'язкові змістові формули:
- замість підтвердження отримання листа — вияв радості з приводу отримання, що прив'язувало цей лист до попередньої кореспонденції;
- запитання про здоров'я і стан справ;
- перед закінченням листа твердження про те, що «більше нема про що писати» і т. ін.

З часом з'явилося спеціальне позначення Р. S. (post scriptum — після написаного), що означало необхідність суттєвої дописки прощальної формули.

## Українська епістолографія
Українська епістолографія своїми коренями сягає часів Київської Русі, в епістолярній культурі якої простежуються сліди впливу античної форми. У добу Литовської Держави активно вводилося у листи кліше князівських грамот, називався титул, ім'я адресата, двома-трьома словами-означеннями давалася його характеристика (часто панегірична).
Протягом другої половини XVI — першої половини XVII ст. епістолографія розквітає у зв'язку з появою полемічної літератури. Це була епоха відкритого, стилізованого листа. В епоху бароко лист повернувся до звичайної форми — «закритих листів». Листи культурних діячів середньовіччя писалися києворуською, польською, латинською і давньоукраїнською мовами. Історія листування в Україні українською мовою до XIX ст. зберегла лише поодинокі факти. Серед них найпромовистішими є любовні листи Івана Мазепи до Мотрі Кочубеївни.
Розвиткові української епістолографічної традиції сприяли листи українських культурних діячів XIX ст., зокрема письменницькі листи, що відображають життєвий досвід своїх авторів, їхній світогляд, естетичні уподобання та політичні погляди, індивідуальні риси адресанта та ставлення до адресата. Залишаючись фактом приватного життя своїх авторів, листи культурних діячів часто стають фактором культурного життя нації. Це засвідчує епістолярна спадщина Тараса Шевченка, Пантелеймона Куліша, Михайла Драгоманова, Лесі Українки, Євгена Маланюка, Васила Стуса та ін.
У XX ст. Е. звужує сферу свого функціонування саме у сенсі практичного призначення. її значною мірою заміняє мережа аудіовізуального зв'язку (телефони, факси, телевізори, електронна пошта та ін.).

## Див.також
ТЕІ (ініціатива кодування тексту)